# Люкшудья (село, Зав'яловський район)
Люкшудья́ (рос. Люкшудья) — село (колишнє селище) в Зав'яловському районі Удмуртії, Росія.
Знаходиться на північній околиці міста Іжевська, на правому березі нижньої течії невеликої притока Іжа річки Лісовий. Через село проходить залізниці Іжевськ-Пібаньшур та Іжевськ-Кільмезь, роблячи село залізничним вузлом — залізнична станція Люкшудья. Автодорогою зв'язане із сусіднім селом Шабердіно.

## Населення
Населення — 907 осіб (2012; 990 в 2010).
Національний склад станом на 2002 рік:
- росіяни — 66 %
- удмурти — 27 %

## Історія
Назву село отримало від залізничної станції, яку збудували і назвали в свою чергу від сусіднього села Люкшудья. З часом станція переросла саме село. Назва з удмуртської мови означає люк — купа, груда та шудья — щастя.
Село утворилось при залізничній станції в 1915 році. В 1922 році село увійшло до складу Шабердінської сільської ради. З 2004 року селище отримує статус села.

## Економіка
Значна кількість жителів працюють на пасажирській та вантажній станціях, окрім того підприємством села є ліспромгосп, філіал ДП «Удмуртліспром».
Серед закладів соціальної сфери в селі діють середня школа, дитячий садок, ФАП та клуб.

## Урбаноніми[4]
- вулиці — 40 років Перемоги, 50 років Перемоги, Бамівська, Вокзальна, Жовтнева, Кірова, Комсомольська, Кордон (в минулому окреме село), Лісова, Молодіжна, Нагірна, Північна, Підлісна, Пісочна, Польова, Радянська, Садова, Свободи, Спортивна, Станційна, Східна, Ювілейна